# Pyrausta ferrifusalis
Pyrausta ferrifusalis is een vlinder van de familie van de grasmotten (Crambidae). De wetenschappelijke naam van deze soort is voor het eerst voorgesteld als Paliga ferrifusalis door George Francis Hampson in een publicatie uit 1893.
De soort komt voor in Sri Lanka.